# Csepeli temető
A Csepeli temető Budapest XXI. kerületének egyetlen temetője. A temető a Csepel-sziget Budapesti részének délnyugati részén helyezkedik el. Többek közt itt nyugszik Zámbó Jimmy és Daróczi Dávid is.

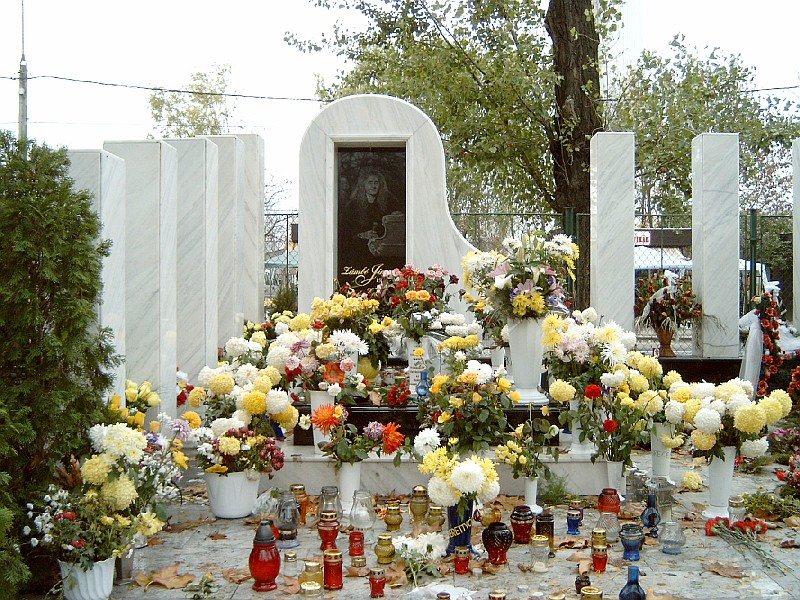
Zámbó Jimmy sírja (Elhunyt 2001)

## Elhelyezkedése
A temető a II. Rákóczi Ferenc utca és a Plútó utca között helyezkedik el..
Tömegközlekedéssel a 38, 138, 238-as, valamint a 938-as éjszakai járattal lehet megközelíteni a temetőt.

## Története

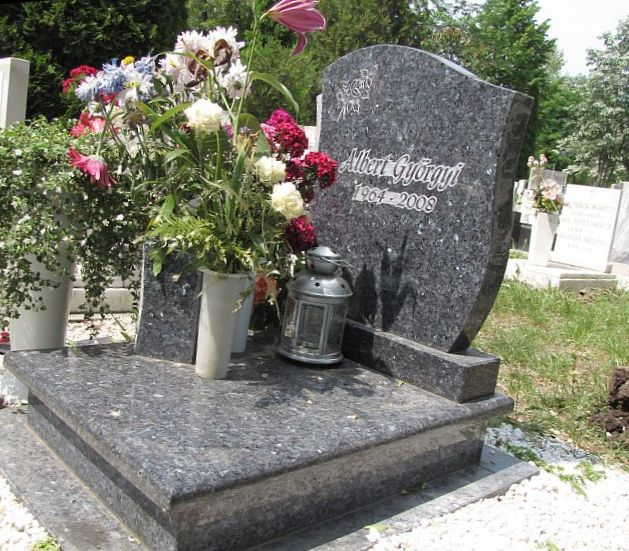
Albert Györgyi sírja (Elhunyt 2008-ban)

A Csepeli temető 1918-ban nyitotta meg kapuit, viszont csak 1920-ban temettek először. 69 év után kibővítették 1,1 hektárral, ezért a mai területe 12,4 hektár.
A temető kápolnáját és régi ravatalozóját 1970-ben bontották el.
1975-ben építettek a temetőhöz egy ravatalozót, Rési Sándor és Szily Imre Balázs tervei szerint. 2013-ban felmerült, hogy a Csepeli temetőt jelölik ki a fővárosban az ún. szociális temetések befogadására ezt azonban 2014-ben elvetették.

## Ravatalozó
Ezt a ravatalozót 1975-ben építették föl, és azóta tartanak itt temetéseket. Heti 3-szor kedden, szerdán és csütörtökön. Évente körülbelül 900 temetés előtti szertartást végeznek el itt.

## Nevezetes halottak
- Albert Györgyi (1964–2008) újságíró
- Choli Daróczi József (1939–2018) író, költő, műfordító, pedagógus, népművelő, újságíró
- Daróczi Dávid (1972–2010) újságíró, lapszerkesztő, kormányszóvivő, Choli Daróczi József fia
- Kovács Sándor (1927–2016) vezérőrnagy, Csepel díszpolgára, az Összefogás 1956 Örökségért Egyesület elnöke
- Maszlay Lajos (1903–1979) világbajnok, olimpiai bronzérmes vívó, honvédtiszt
- Urányi János (1924–1964) olimpiai bajnok kajakozó, hajóépítő
- Zámbó Jimmy (1958–2001) énekes